# Thể dục dụng cụ

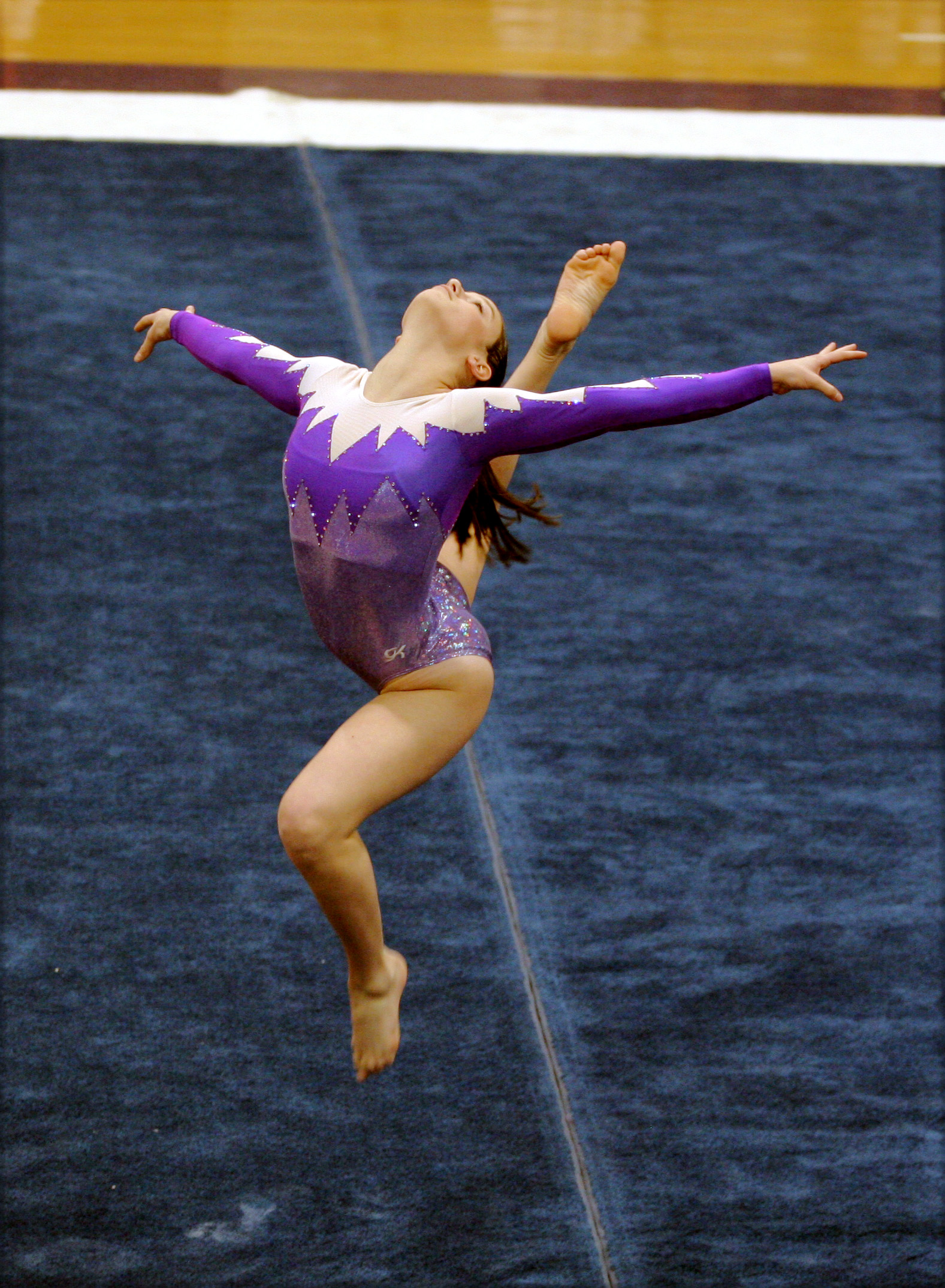
Nữ vận động viên với bài tập nhào lộn trên sàn.

Thể dục dụng cụ là môn thể thao liên quan đến thực hiện các bài tập đòi hỏi thể lực, tính linh hoạt, nhanh nhẹn, sự phối hợp, cân bằng, uyển chuyển và niềm đam mê thể thao. Trên thế giới, tất cả các môn thể thao thể dục dụng cụ đều được Liên đoàn Thể dục dụng cụ Quốc tế (Fédération Internationale de Gymnastique, viết tắt FIG) quản lý, mỗi quốc gia đều có cơ quan quản lý quốc gia trực thuộc Liên đoàn. Thể dục dụng cụ nghệ thuật là bộ môn nổi tiếng nhất của thể dục dụng cụ, gồm các hạng mục thi đấu như: xà đơn, xà kép, xà lệch, cầu thăng bằng, nhảy cầu, nhảy ngựa tay quay, vòng treo... Thể dục dụng cụ phát triển từ các bài tập mà người Hy Lạp cổ đại đã dùng, bao gồm kỹ năng gleo lẫn xuống ngựa và từ kỹ năng biểu diễn xiếc.
Các môn thể dục dụng cụ khác gồm thể dục nhịp điệu, nhún, nhào lộn trên bạt lò xo và thể dục tự do.
Những người tham gia có thể gồm trẻ em nhỏ từ năm tuổi với các bài thể dục trẻ em. Những vận động viên tham gia thi đấu cạnh tranh ở các cấp độ kĩ năng khác nhau, bao gồm cạnh tranh giữa các vận động viên đẳng cấp thế giới.

## Hình ảnh

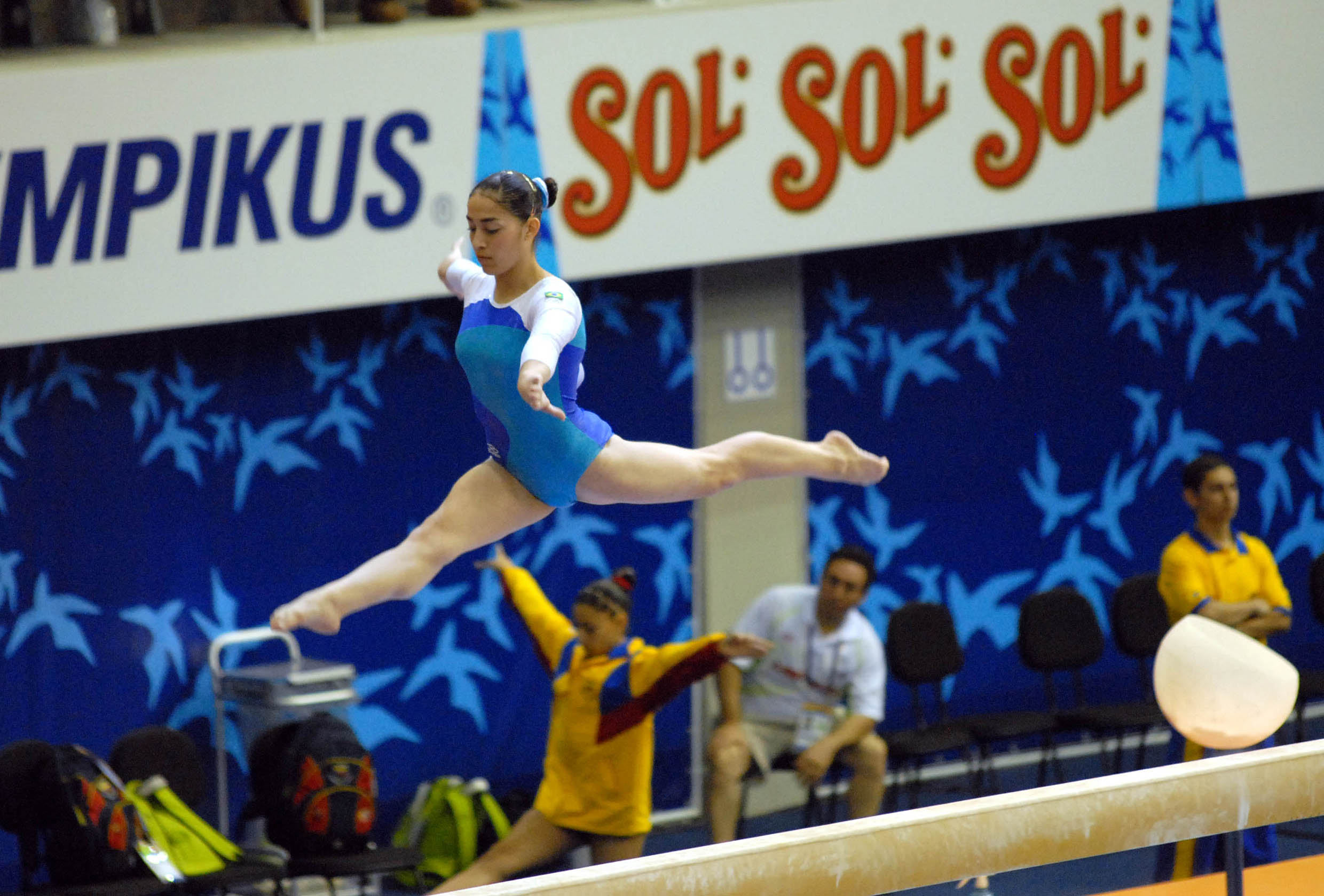
Cầu thăng bằng
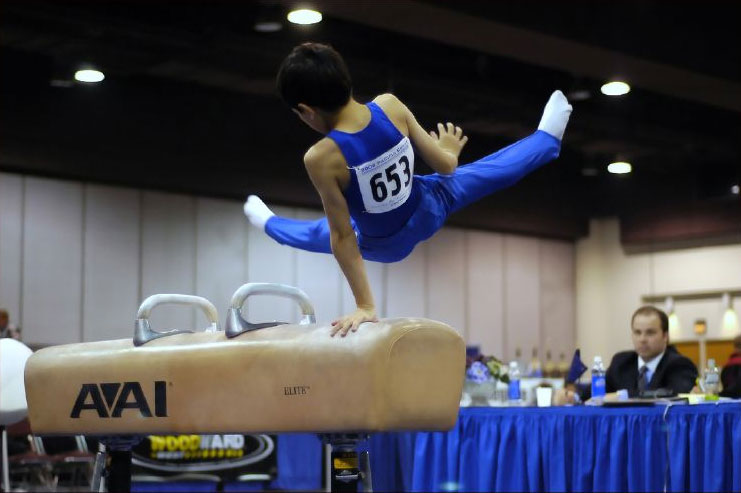
Ngựa tay quay
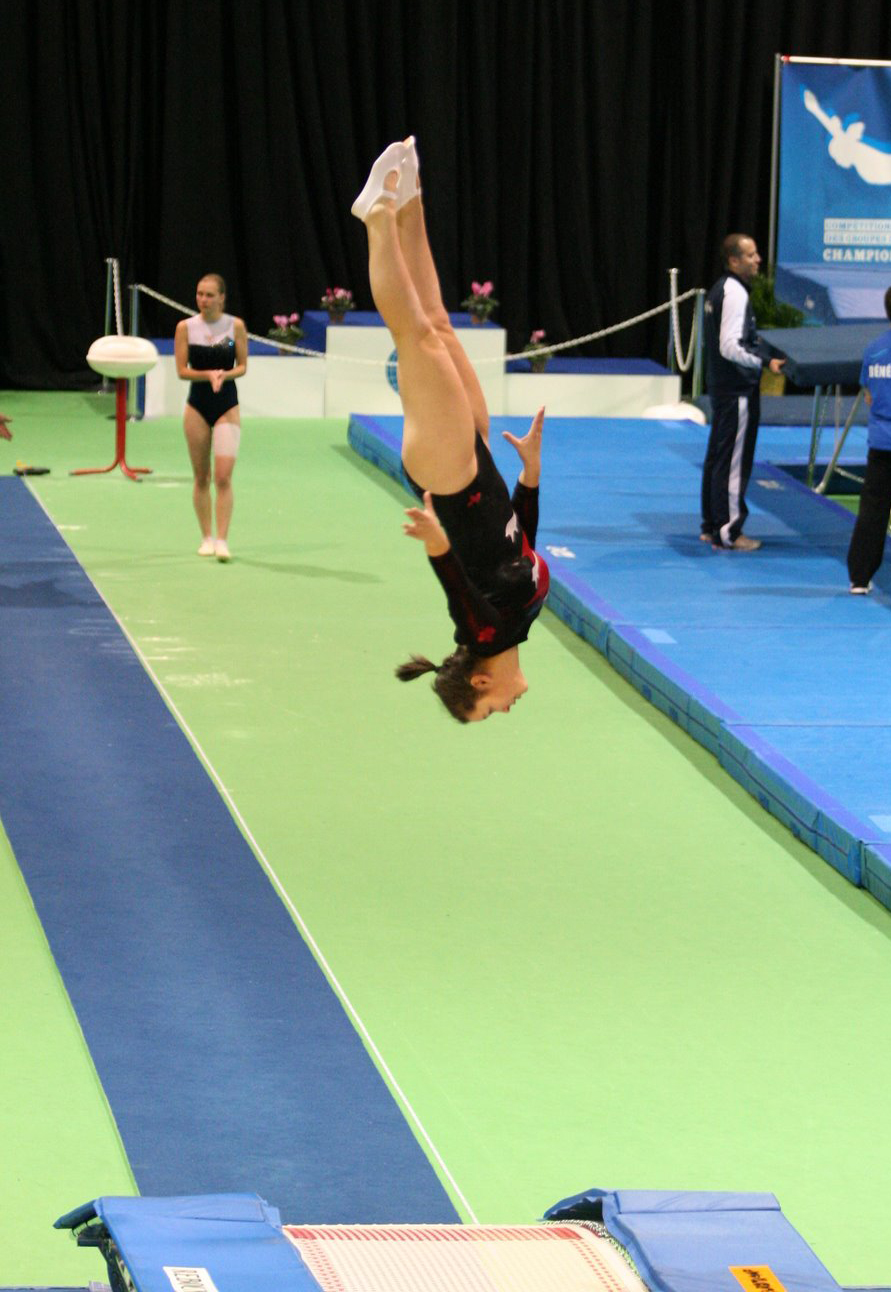
Nhào lộn trên giàn nhún hoặc bạt lò xo
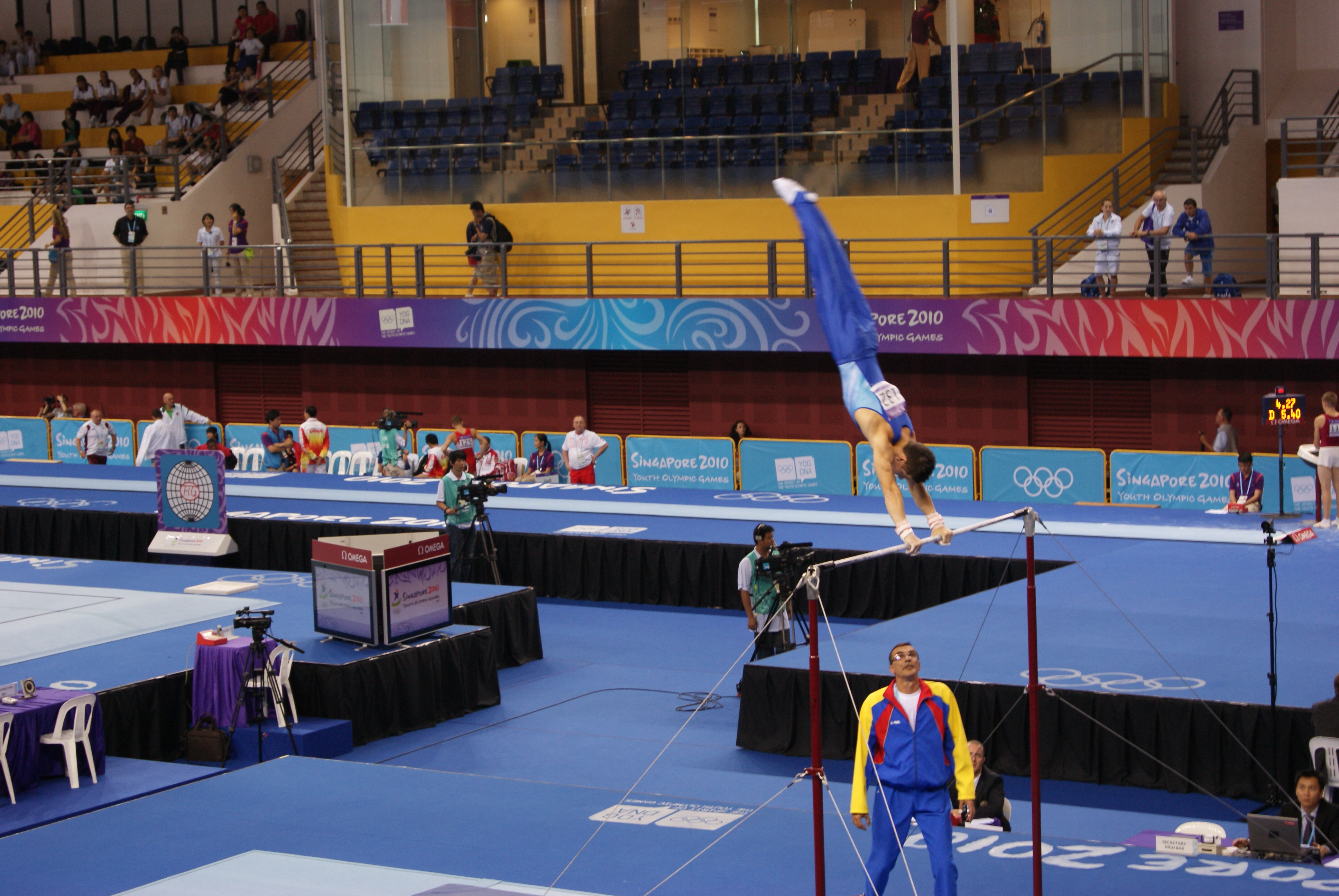
xà đơn
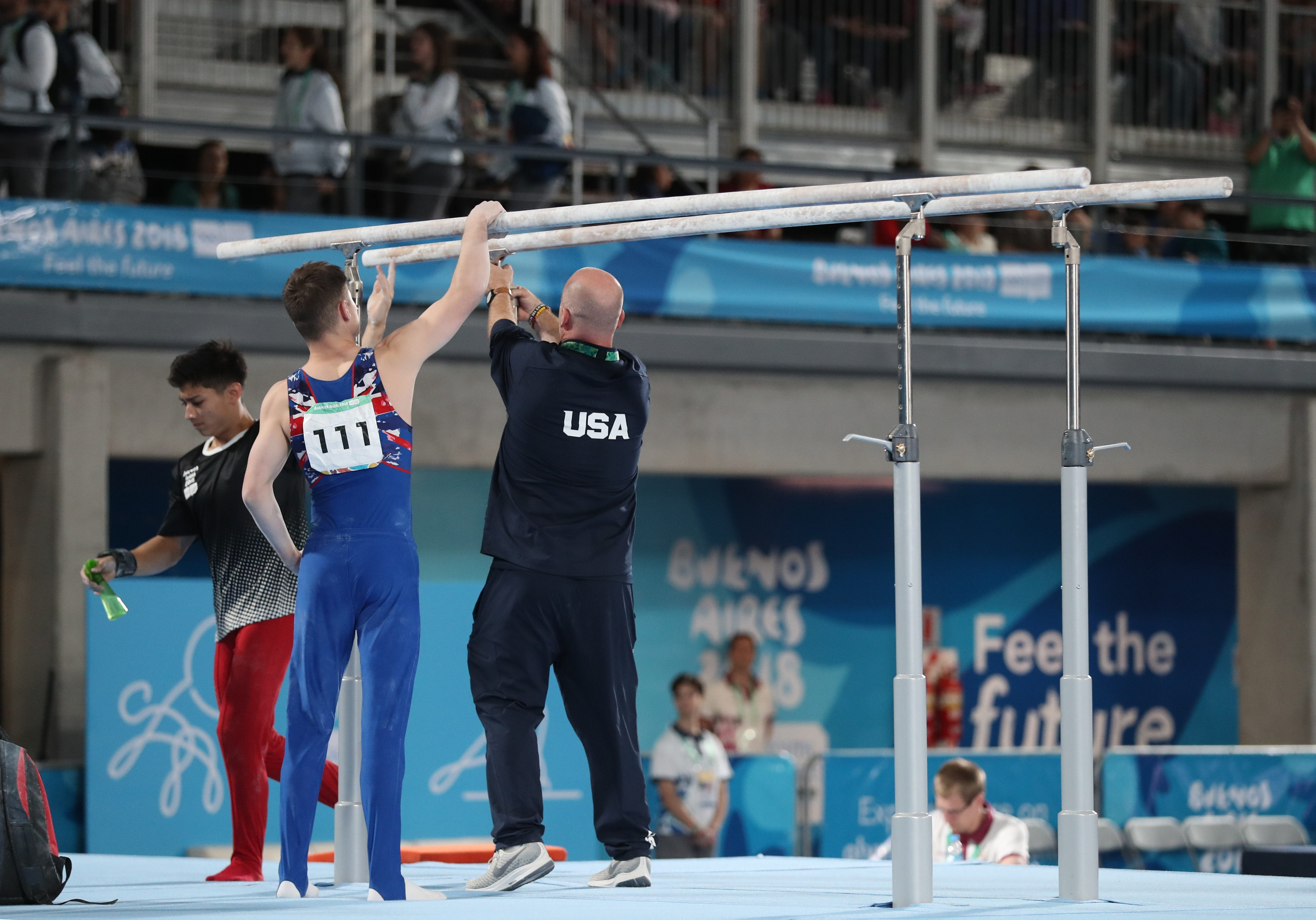
xà kép
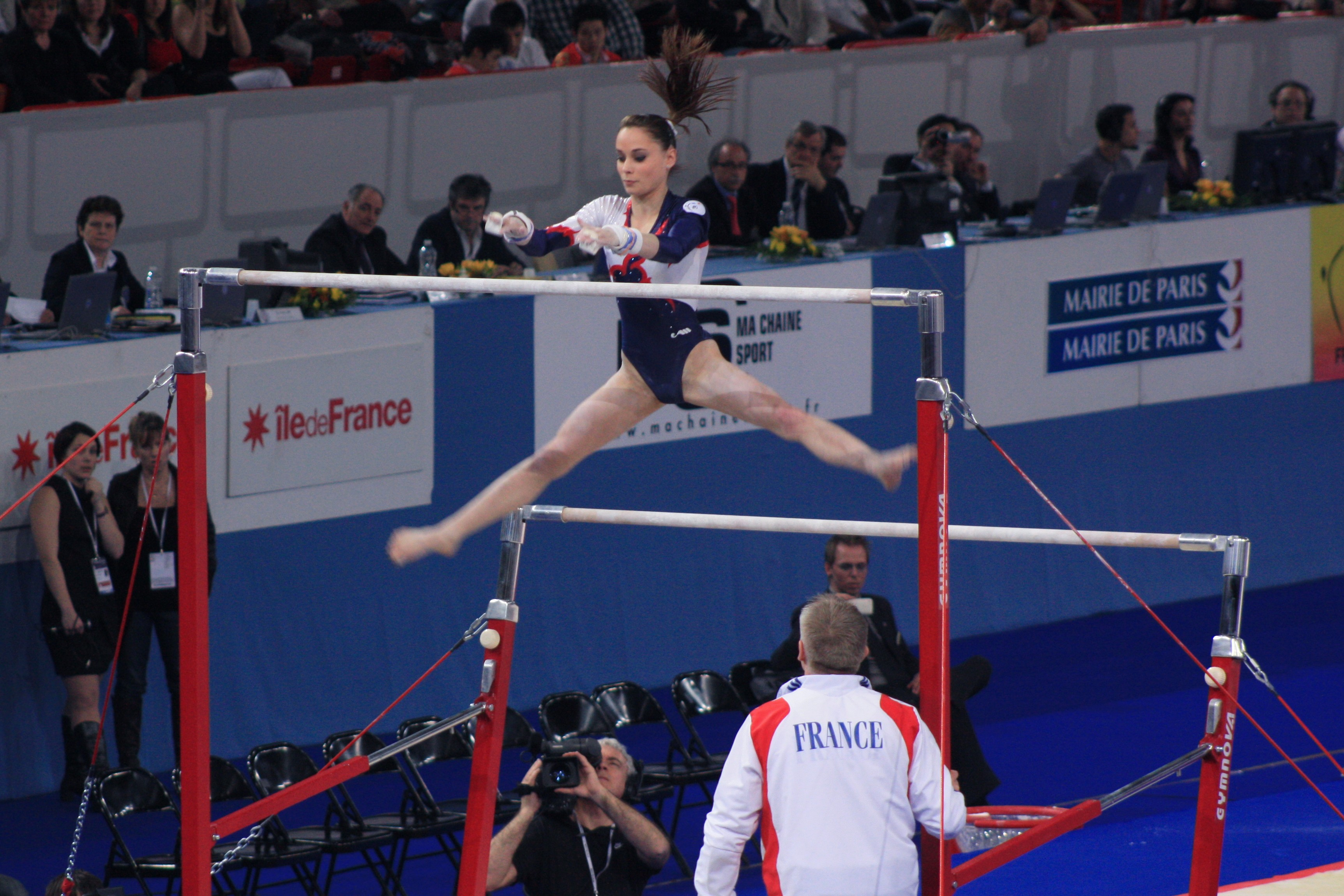
xà lệch
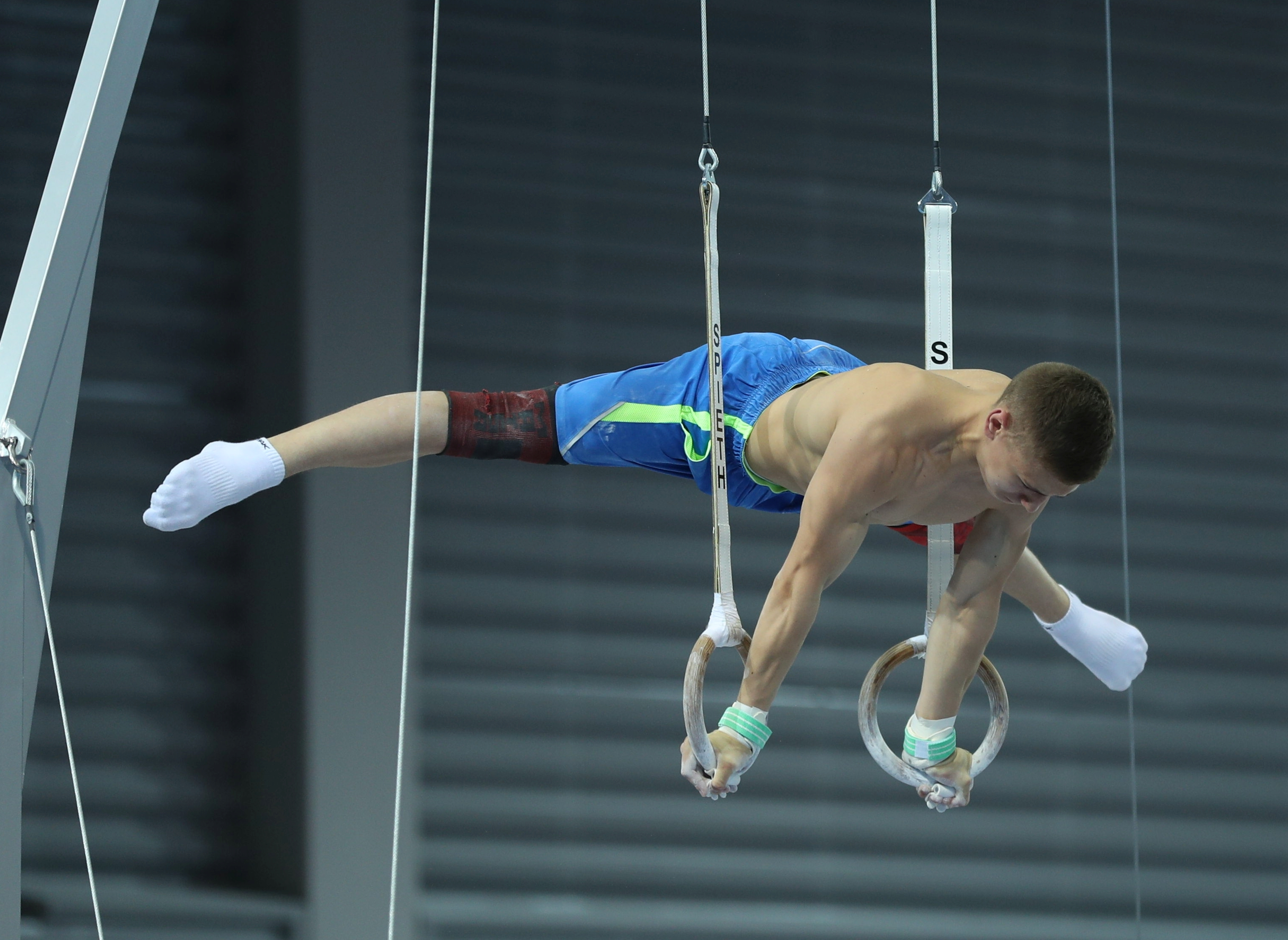
Vòng treo
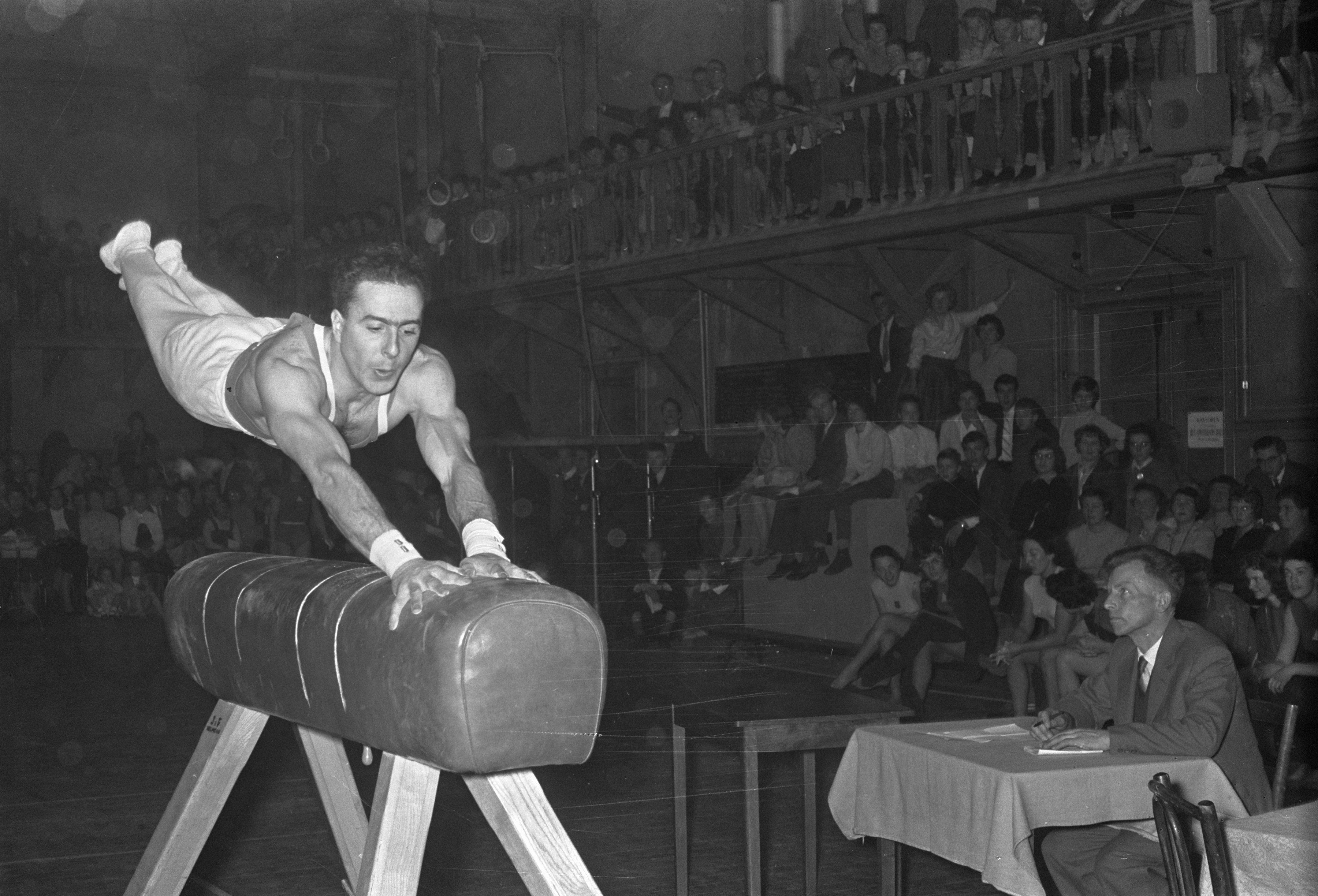
ngựa gỗ

### Những cải tiến và phát triển

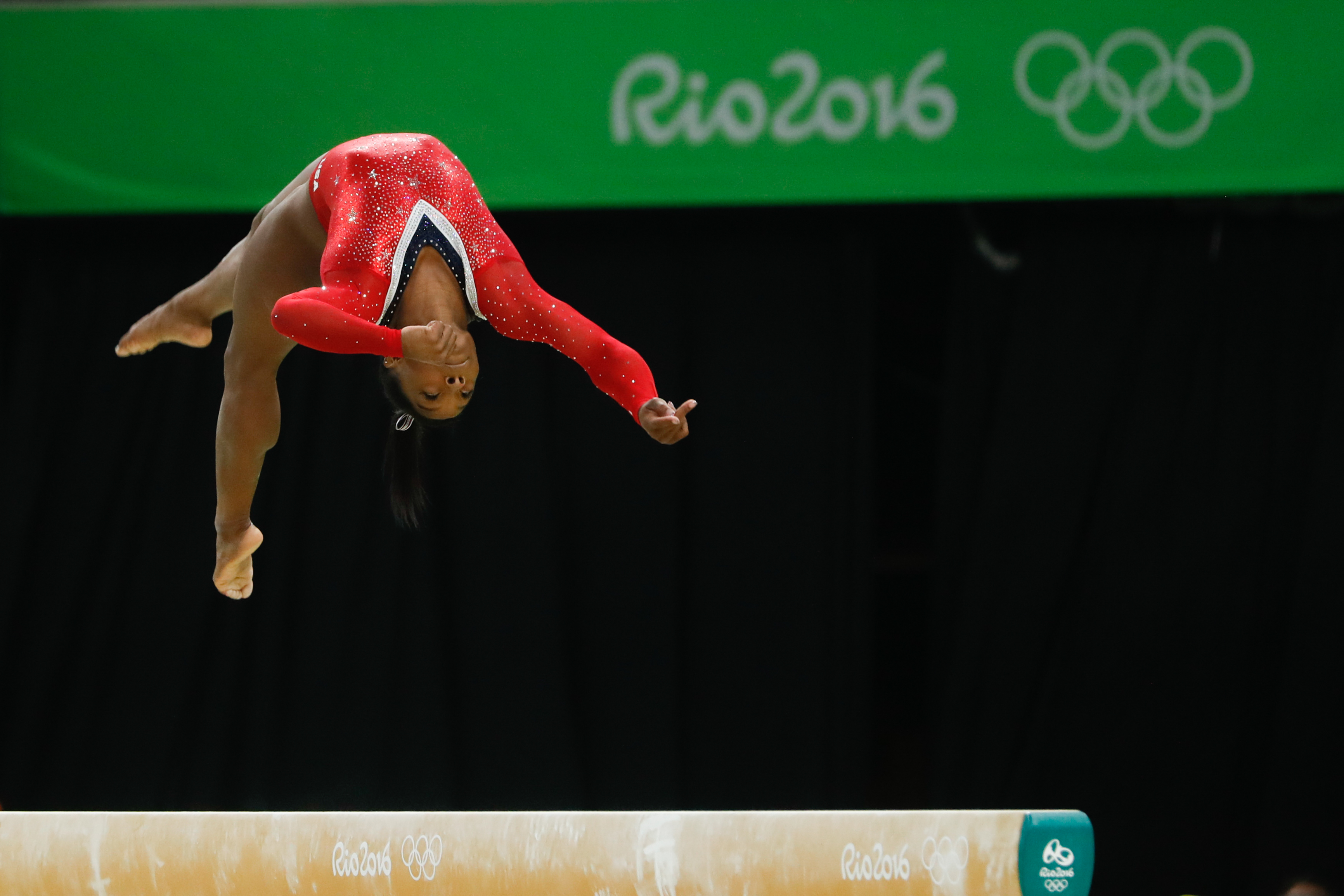
Simone Biles, nữ vận động viên thể dục dụng cụ người Mỹ lộn nhào ngược trên cầu thăng bằng. Cô đoạt 4 huy chương vàng tại Thế vận hội 2016

## Lịch sử